# Natalia Livingston
Natalia Livingston (Johnstown, 26 de março de 1976) é uma atriz estadunidense. Ela é conhecida por seus papéis como Emily Quartermaine e Rebecca Shaw em General Hospital da ABC, e por interpretar Taylor Walker na novela Days of Our Lives da NBC.

## Filmografia
| Ano                  | Título                             | Papel                      | Nota(s)                                       |
| -------------------- | ---------------------------------- | -------------------------- | --------------------------------------------- |
| 2002                 | O Grande Mentiroso                 | Garota na estreia do filme | Filme                                         |
| 2003–2009, 2013–2014 | General Hospital                   | Emily Quartermaine         | TV                                            |
| 2005                 | Popstar: Never Stop Never Stopping | Mary Brighton              | Filme                                         |
| 2008                 | West of Brooklyn                   | Matty Jensen               | Filme                                         |
| 2009                 | General Hospital                   | Rebecca Shaw               | TV                                            |
| 2011                 | Days of Our Lives                  | Taylor Walker              | TV                                            |
| 2014–2017            | Tainted Dreams                     | Liza Park                  |                                               |
| 2014                 | Rough Hustle                       | Allie                      | Filme                                         |
| 2015                 | Cyber Case                         | Jackie Fletcher            | Filme; também conhecido como Online Abduction |
| 2019                 | Full Count                         | Katherine Young            | Filme                                         |